# Сервій Сульпіцій Руф
Сервій Сульпіцій Руф (106 — 43 роки до н. е.) — політичний діяч пізньої Римської республіки, консул 51 року до н. е., прихильник Гнея Помпея Великого, відомий красномовець та правник свого часу.

## Життєпис
Походив з патриціанського роду Сульпіціїв. Син Квінта Сульпіція Руфа. В молоді роки займався красномовство. У 78 році до н. е. разом з Цицероном навчався у відомій Родоській школі. У 74 році до н. е. став квестором Остії. У 65 році до н. е. був обраний претором у справах розкрадання скрабниці. Після завершенню строку відмовився виїхати у провінцію. Виступав на підтримку законопроєкту, яким посилювався судовий розгляд справ про незаконне здобуття посад та встановлювалася суворіша кара. Балотувався у консули у 62 році до н. е.⁣, але програв. Домагався покарання свого суперника Луція Ліцинія Мурену за незаконне здобуття посади, але не довів провини того. У 52 році до н. е. обраний інтеррексом. На цій посаді довів до завершення справу своїх попередників Лепіда та Метелла щодо обрання Помпея Великого консулом без колеги.
У 51 році до н. е. обраний консулом. На цій посаді займав помірковану позицію й протидіяв спробам свого колеги Марка Клавдія Марцелла достроково відкликати Цезаря з Галлії. Протидіяв проведенню додаткового набору легіонерів для кілікійських та сирійських легіонів. Після початку громадянської війни у 49 році до н. е. залишив Італію й разом з Помпеєм опинився в Греції. Втім не брав участі у бойових діях, а жив на о. Самос до 46 року до н. е. Тоді він замирився з Цезарем. У 46-45 роках до н. е. керував провінцією Ахайя.
У 44 році до н. е. після вбивства Цезаря вніс пропозицію про заборону встановлення дошки з текстами розпоряджень Цезаря. У травні 44 року до н. е. Руф залишив Рим, не бажаючи брати участь у конфлікті між сенатом та Марком Антонієм. Втім наприкінці цього ж року повернувся до столиці. В січні 43 року до н. е. вніс пропозицію про дозвіл Октавіану обіймати посади раніше законного строку та про позбавлення Марка Антонія проконсульських повноважень. У 43 році до н. е. брав участь у посольстві сенату до Марка Антонія в м. Мутіна, де йшли перемовини про мир. Проте на шляху до Антонія Сульпіцій Руф сконав.

## Правництво
Сервій Руф був видатним правник свого часу, займаючись вивченням та застосування норм цивільного права. Його знання у цій галузі права дуже цінував Цицерон. Сульпіцій часто виступав у судових справах, а також став вихователем багатьох майбутніх видатних правників з римського права, зокрема, Гай Аквілій Галл та Публій Алфен Вар.

## Родина
Дружина — Постумія Альбіна
Діти:
- Сервій Сульпіцій Руф
- Сульпіція Старша
- Сульпіція Молодша